# Dame de Bruxelles
La Dame de Bruxelles est une statue en calcaire de femme égyptienne datant d'entre 2650 et 2600 av. J.-C., soit la fin de la IIe dynastie ou le début de la IIIe dynastie. Elle est exposée au Musée Art et Histoire, dans le parc du Cinquantenaire à Bruxelles. Sa datation en fait l'une des plus anciennes représentations de l'Antiquité d'une femme en ronde-bosse.

## Description
La statue est taillée dans un bloc de pierre calcaire. Son style archaïque, ses proportions et sa posture typique sans cou, permettent de dater sa fabrication à la période protodynastique. La femme se tient debout, le bras droit le long du corps, le bras gauche replié sur la poitrine. Il lui manque cependant une grande partie de son corps, qui a été reconstitué lors d'une restauration. La seule main d'origine est taillée de manière sommaire et géométrisée. Le bras a l'aspect d'un hiéroglyphe. Les deux jambes étaient jointes. L'aspect général de l'œuvre démontre du manque de maîtrise technique due à l'époque.
Le visage rond et la perruque sont mieux travaillés, indiquant une symétrie parfaite. Les yeux et la bouche ont été ciselés avec précision, et le travail sur la coiffure laisse voir une triple épaisseur de mèches sur la perruque. La robe est moulante, ayant un col échancré, et tombant jusqu'aux chevilles. 
Le nom de la femme est inconnu, car si des écritures étaient présentes sur la statue, elles se trouvaient sur la base disparues, en dessous de ses pieds.

## Histoire
Le contexte de fouille de la « Dame de Bruxelles » n'est pas connu. Il est probable qu'elle ait, à l'origine, été placée dans la tombe d'une femme de l'élite dans une nécropole importante, comme celle de Saqqarah. Il s'agirait dès lors d'une statue funéraire représentant la défunte.
On ne sait pas comment l'œuvre est trouvée et quitte l'Égypte, et si elle a été ou non victime du marché noir. Elle est achetée par Gustave Hagemans, député belge et collectionneur d'antiquités, sans que les conditions de la vente aient pu être déterminées. 
D'après l'inventaire, le Musée royal d'Art et d'Histoire achète la statue dans un lot d'œuvres provenant de la collection Hagemans, le 30 juin 1861. Cependant, il est possible que ce dernier ait en réalité acheté la statue en 1862, lors d'un voyage en Égypte. L'inscription de la statue à l'inventaire aurait potentiellement été anti-daté.
Puisque son identité est inconnue, le surnom de « Dame de Bruxelles » lui est donné après son arrivée au musée. En 2012, la statue est restaurée en profondeur par l'Institut royal du patrimoine artistique (IRPA). En 2023, elle est sortie des salles d'expositions permanentes pour être présentée au public lors de l'exposition « Expéditions d'Égypte ». À l'occasion, la provenance de la Dame de Bruxelles et de plusieurs autres pièces maîtresses de la collection égyptienne des Musées royaux d'Art et d'Histoire est étudiée.